# Фигура-обманка

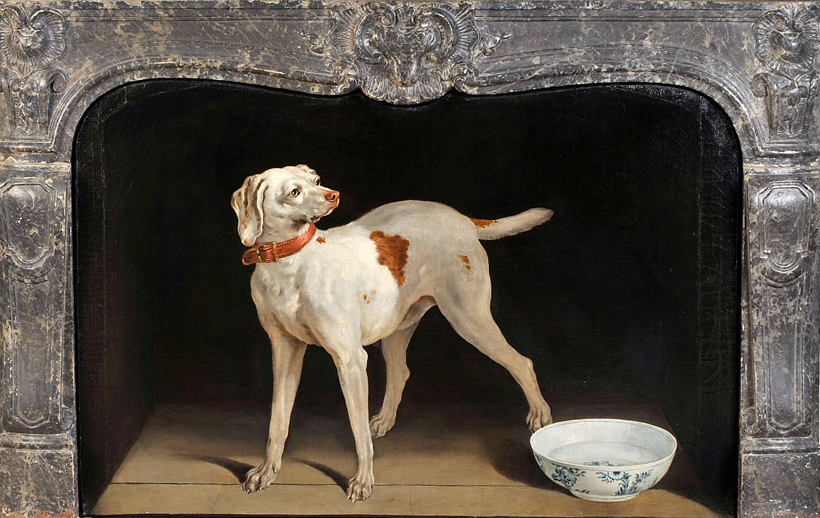
Жан-Батист Удри. Собака с миской, 1751

Фигура-обманка (в английском языке обычно во множественном числе — фигуры-обманки, англ. «dummy boards» — дословно «доски-манекены», англ. «chimney boards» — дословно «каминные экраны», фр. «devant de cheminée» — дословно «перед камином»,  а позже — англ. «painting cut out of a board», «картина, вырезанная из доски») — изображение-обманка (фр. «trompe-l’oeil») в форме человеческой фигуры или домашнего животного, нарисованное на тонкой деревянной панели, а затем вырезанное. Фигуры-обманки были популярны с XVII по XIX век, сначала в Европе, а затем — в Америке. Первоначально они использовались в качестве экранов для камина, позже их устанавливали в парадных залах особняков и парках. Такие фигуры представляют собой как изящно одетых взрослых людей или детей, так и прислугу. Родственны стаффажу.

## История возникновения и развития жанра
Голландский художник и историк живописи Арнольд Хоубракен утверждал в 1719 году, что Корнелис Бисхоп (1630—1674) был первым художником, который придумал нарисованные человеческие фигуры вы́резать из деревянной панели и разместить по углам или в конце вестибюля, чтобы создать иллюзию живого человека. Некоторые из таких фигур держали в руках подсвечник. Хоубракен также отмечает вклад другого голландского художника этого времени Самюэла ван Хоогстратена в этот жанр. О его работах Арнольд Хоубракен пишет: «Здесь яблоко, груша или лимон в тарелке, там тапочки или туфли, нарисованные на вырезанной панели и помещённые в угол комнаты или под стул. Существовали также изображения сушёной и солёной рыбы на гвозде над дверью, и они были настолько искусно нарисованы, что их можно было легко принять за настоящую сушёную рыбу». Большая российская энциклопедия утверждает, что другой голландский живописец Корнелис Норбертус Гисбрехтс ввёл в обиход так называемые «chantourné» (плоские фигуры, вырезанные по контуру, которые устанавливали в комнатах для создания иллюзии объёмных статуй). Впоследствии, на рубеже XVII—XVIII веков, подобные обманки приобрели особую популярность во Франции (здесь над подобными картинами работали известные живописцы Жан-Батист Шарден и Жан-Батист Удри), а позднее и в России.
Голландские мастера пытались выдать написанное на холсте изображение за реально существующие предметы, создать иллюзию реальности путём детального воспроизведения объекта на светлом нейтральном фоне, передачи его вещественности и объёма.

### Причины возникновения жанра

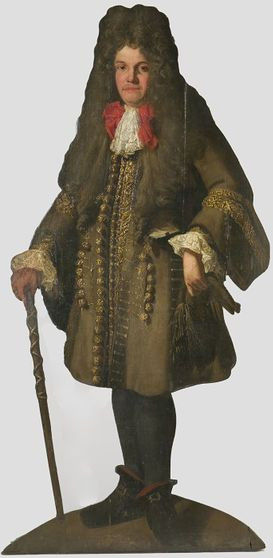
Аноним. Человек с тростью, около 1690

Подобные изображения человеческих фигур, по мнению исследователей, связаны с традицией иллюзорной живописи. Такая традиция смешивала реальность и иллюзию. Кроме того, подобные изображения демонстрировали незаурядное мастерство художника и были рассчитаны на создание хорошего настроения у зрительской аудитории. Фигуры-обманки, по-видимому, возникли в начале XVII века в Голландии, где существовала влиятельная школа, специализировавшаяся на обманках — её представителями были такие художники, как Корнелис Норбертус Гисбрехтс, Самюэл ван Хоогстратен и Корнелис Бисхоп. Они создавали картины-обманки, изображающие набор бытовых предметов и предназначенные для введения в заблуждение доверчивых современников, или экспериментировали с перспективой при изображении интерьеров. Уже в XVII веке фигуры-обманки были широко распространены, их можно увидеть среди фигур второго плана на картинах, которые изображают интерьеры голландских жилых построек.
В своём дневнике за 1673 год английский писатель и мемуарист Джон Ивлин рассказывает о некоем помещении под названием «Рай» на улице Хаттон-Гарден в Лондоне, «в котором находились изображения всех видов животных, сначала нанесённых на доски или ткань, а затем вырезанных, созданных так, чтобы стоять и двигаться. Они ползают, ревут и кричат. Как это устроено, было не совсем понятно». Исследователь фигур-обманок Клайв Эдвардс считает, что переход от подобных изображений животных к людям был не очень сложным. Он считает, что фигуры-обманки происходят из трёх различных, но связанных между собой источников. Во-первых, это использование подобных фигур в театральных спектаклях, во-вторых, интерес к различным эффектам перспективы и другим аспектам иллюзии в изобразительном искусстве, особенно в «trompe-l’oeil», которые получили широкое развитие в XVII веке, в-третьих, существует вероятность экстраполяции «фиксированных» или «теневых» фигур (хозяин и его слуги, домочадцы) на голландские интерьеры. Также, по мнению исследователя, влияние могли оказать получившие с начала XVI века распространение визуально-логические игры, в которых участник сначала оказывается обманутым, затем удивлённым и, наконец, когда путаница преодолена, — восхищённым. Сложным примером этой игры, с его точки зрения, являются, например, Анаморфные изображения, когда зритель первоначально обманут, но в итоге истина открывается. Манипуляции с визуальной реальностью и иллюзией, по мнению Эдвардса, были частью более широкого и постоянного интереса общества того времени к каламбуру, соединяющему психологический эффект с литературными приёмами.
Иллюстрируя свою первую мысль, Эдвардс ссылается на архитектора-маньериста Себастиано Серлио, деятельность которого проходила в I половине XVI века. Серлио предложил во время спектакля использовать фигуры-обманки, размещённые на сцене в то время, когда пейзаж будет меняться. Он уточнил, что эти фигуры «должны быть сделаны из картона, нарисованы и вырезаны», и особенно настаивал на фигурах музыкантов и солдат, которые могли быть показаны с сопровождающей их присутствие музыкой, а в некоторых случаях — идущими через сцену. Серлио возражал против использования «спящих» фигур, так как считал, что иллюзия будет потеряна, если они будут находиться в покое перед зрителями слишком долго. Наиболее убедительные доказательства использования вырезанных фигур, созданных для театральных целей, можно найти в дневнике Джона Ивлина. В 1644 году он посетил дворец графа Лианкура в Париже. Он упоминает театр в дальней части «перспективного сада», «который представляет из себя сцену с фигурами мужчин и женщин, написанными на светлых досках и вырезанными. Человек, который стоит под сценой, создаёт иллюзию, будто они говорят, двигая их и произнося реплики на разный манер, как того требуют обстоятельства». Театральная традиция также находит отражение в маскарадных масках, в которых иллюзия и реальность часто соединяются.
Иллюстрируя третью причину, Эдвардс отмечает, что в Голландии, по мнению историков искусства, визуальный опыт стал ведущим в познании. Визуальная культура Голландии в XVII веке наиболее ярко отражала специфику общества и его интересы. Эдвардс настаивает, что фигуры-обманки не случайно стали частью голландского интерьера, так как хозяин дома осуществлял в нём свою самопрезентацию как буквально, так и метафорически. «Мой дом — мой лучший наряд, поэтому мой кошелёк открыт, и то, в чём нуждается мой дом, я спешу купить» — эта мысль, по его мнению, была принципом жизни голландца XVII века. Одержимость семнадцатого века модой, художественным вкусом и остроумием также объясняет потребность в таких домашних развлечениях, как изготовление симулякров домовладельца, его детей или слуг для создания эффекта их присутствия даже тогда, когда в действительности они отсутствуют.

### Эволюция фигур-обманок
Первоначально над созданием фигур-обманок трудились профессиональные художники. К середине XVIII столетия они были достаточно популярны, чтобы обеспечить средства к существованию многим влиятельным в то время живописцам, специализировавшимся на данном жанре. Один из таких художников, Джон Поттс (англ. John Potts) из Лондона, имел торговую карточку (торговые карточки предшествовали появлению современных визиток) с изображением королевы Елизаветы I и надписью, предлагающей фигуры-обманки для залов, лестниц и каминов. Упоминание о дымоходах в документах того времени даёт исследователям ключ к некоторым вариантам использования фигур-обманок в интерьере. Считается, что раскрашенный экран для камина, закрывающий дымоход в летние месяцы, является близким родственником и предшественником «dummy boards». Хотя на первый взгляд фигуры-обманки кажутся утилитарным предметом интерьера, реальное использование их в парадных залах и на лестницах значительно более неоднозначно, а для объяснения их использования были выдвинуты достаточно причудливые гипотезы. Среди возможных объяснений появления и длительного существования фигур-обманок называют: 
- Использование фигуры-обманки как Тётушки Салли (гротескная женская кукла, в которую бросали шарики, сделанные из древесины или покрытой кожей пряжи с целью выбивания курительной трубки, которая была вставлена в рот или в лоб куклы; каждый игрок обычно имел шесть попыток) и других ярмарочных объектов.
- Использование в качестве охранника, отпугивающего преступников, проникших в пустой дом (в этом случае называются два варианта: 1) рядом со стеной могла быть установлена фигура-обманка, а благодаря свече, горящей рядом, она отбрасывала колеблющуюся тень, что делало её «живой», 2) фигура-обманка могла размещаться за занавесками в окне[12]).
- Использование фигур-обманок как дверных упоров.
- Использование в роли статистов, увеличивающих численность присутствующих на светском мероприятии.
- Использование в качестве «безмолвных товарищей», способные разделить одиночество владельца дома.
- Иногда фигура-обманка выступала в роли обитателя так называемой хижины отшельника[11].
- Высказывалась также гипотеза, что многие фигуры-обманки были торговым знаком магазинов и выставлялись на улице перед витриной для привлечения покупателей[13].

Считается, что одна и та же фигура-обманка в разных обстоятельствах могла выполнять различные функции.
Качество фигур-обманок XVII и XVIII веков было весьма высоким вплоть до конца XVIII века. Они часто создавались в мастерских, которые также выпускали уличные вывески. В начале XIX века поставленное на поток массовое производство подобных объектов значительно ухудшило их качество, в результате фигуры-обманки упали в цене и перестали быть привлекательными для буржуазии, которая прежде была их основным потребителем. Многие сохранившиеся до нашего времени фигуры-обманки покинули особняки, чтобы стать держателями меню в ресторанах и рекламными вывесками на городских тротуарах.
Как элементы украшения интерьеров фигуры-обманки высоко ценились в XVII и XVIII веках. Интерес к ним возрождался и позже, например, в середине XIX века. Эдвардс отмечает как курьёз, что фигуры-обманки исчезают в Великобритании к 1874 году и вновь появляются в большом количестве в 1895 году. В последний раз они оказались востребованы в 1920-е и 1930-е годы. Даже в современном интерьере признана их значительная декоративная ценность.

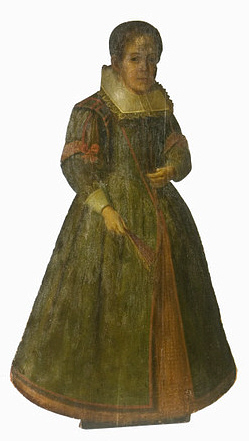
Ранняя фигура-обманка, между 1610 и 1625 годами
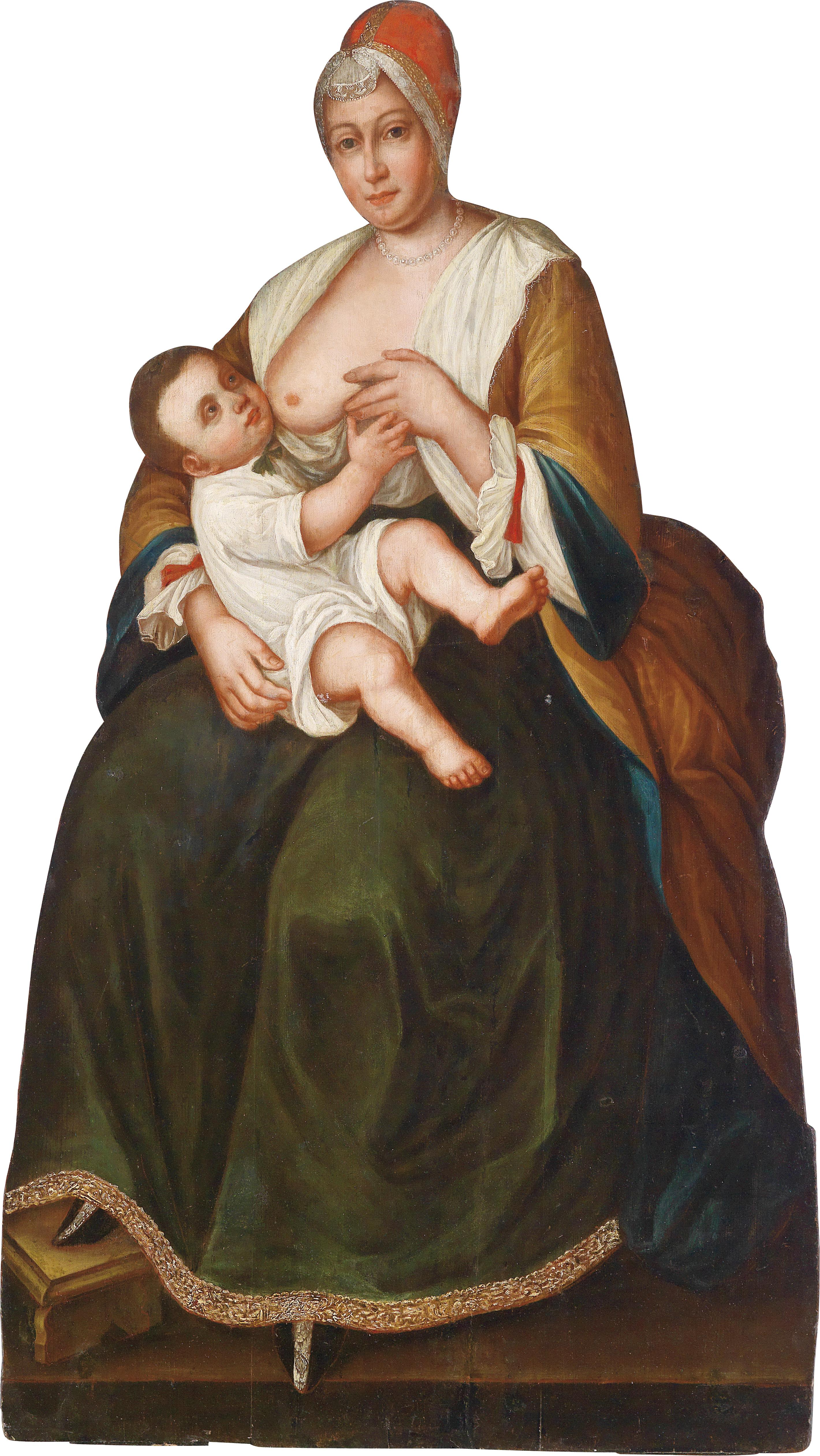
Кормящая мать, XVIII век
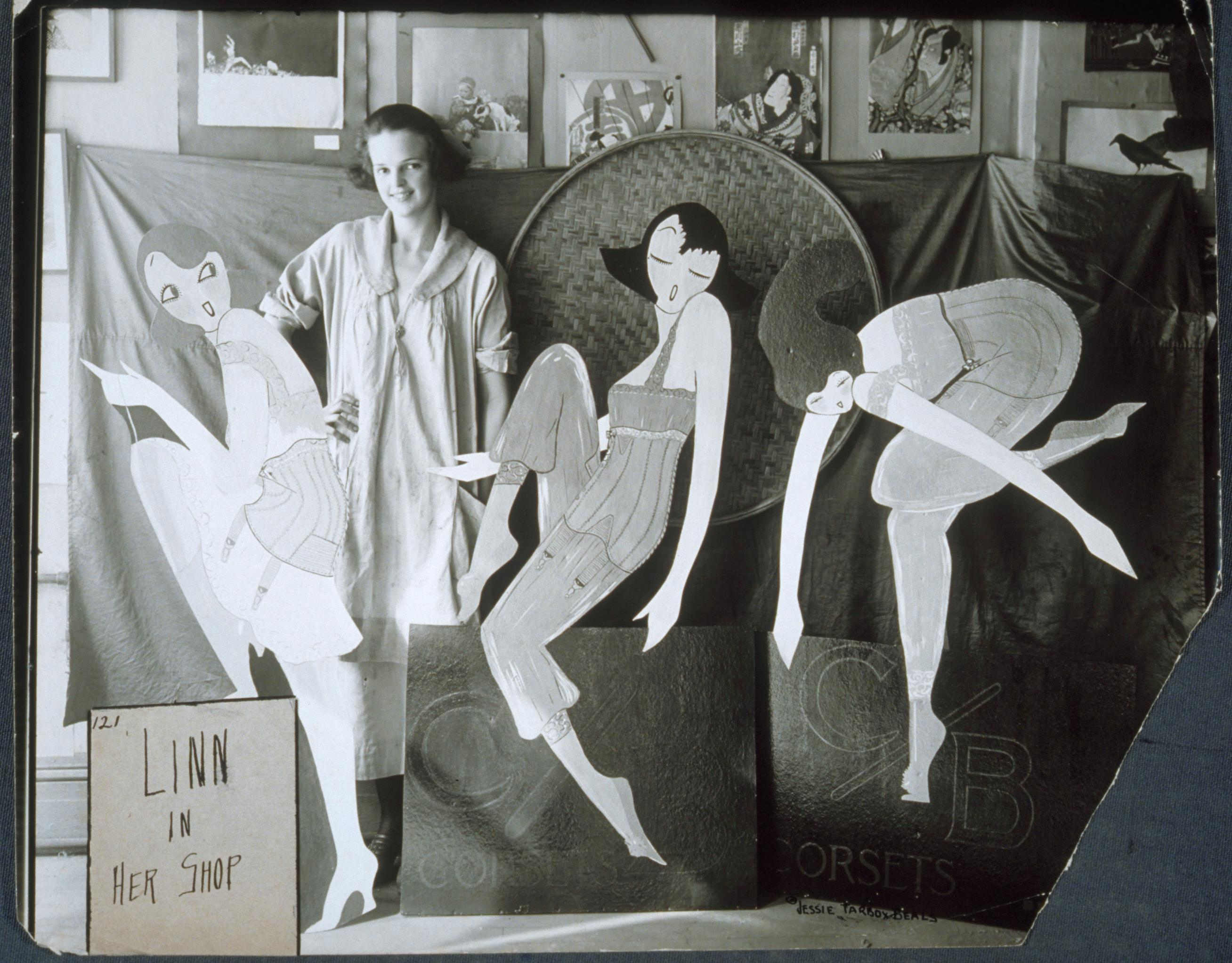
Джесси Тарбокс Билс. Художница среди созданных ею пародий на фигуры-обманки, между 1917 и 1925
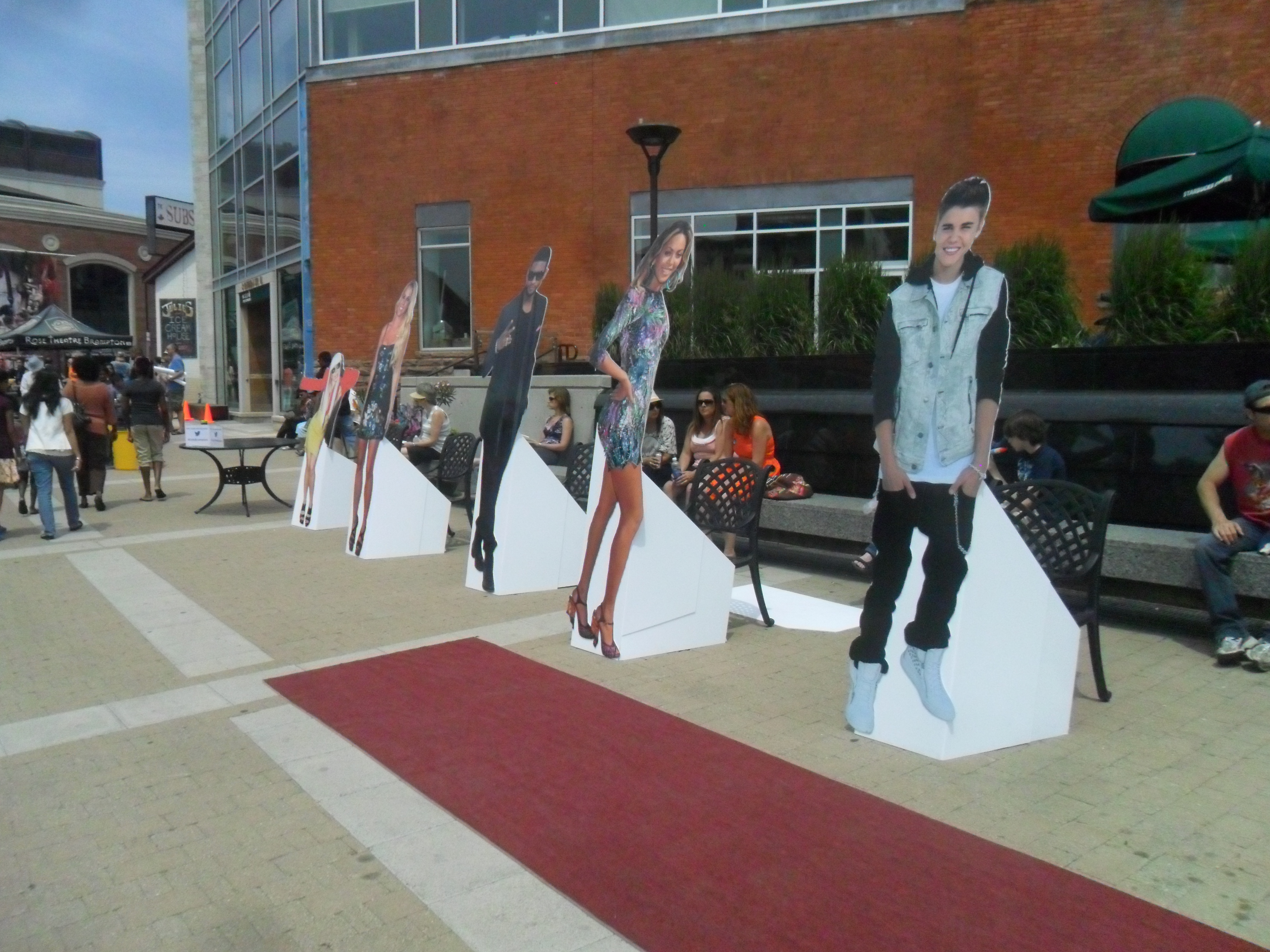
Фигуры-обманки на площади Гарден в Брамптоне, Канада, 2013

### Фигуры-обманки в России

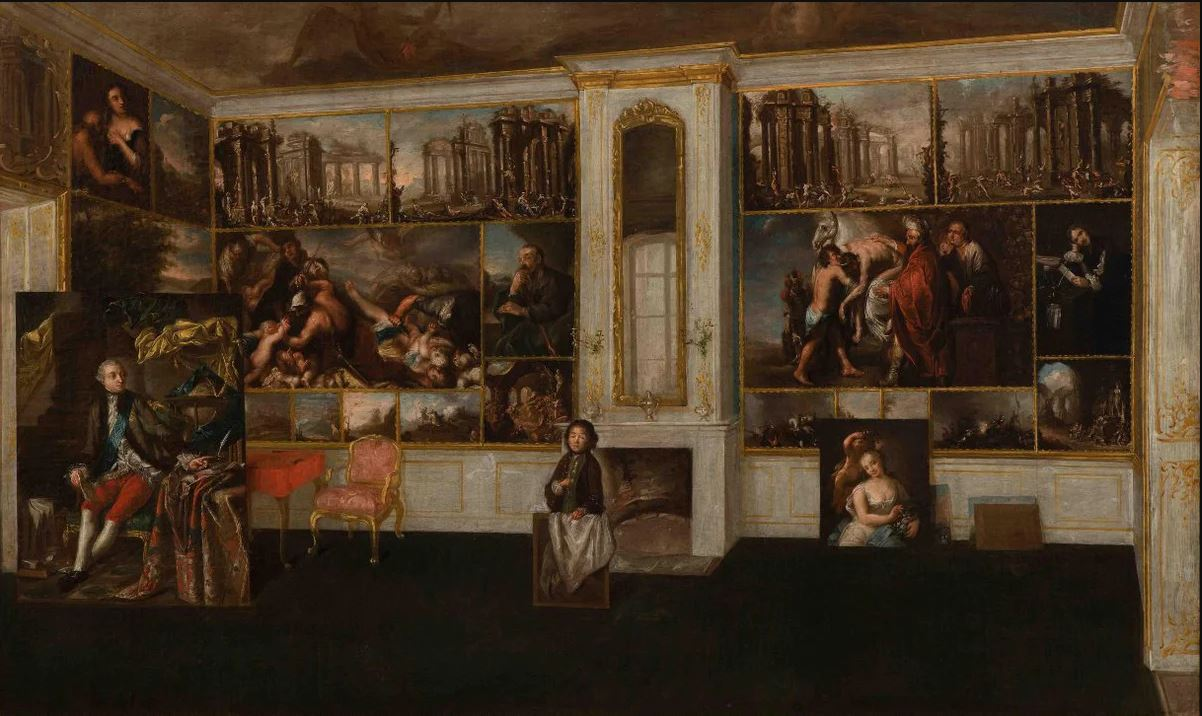
Андрей Зяблов (копия с несохранившегося оригинала Ф. С. Рокотова. 1757—1758 годы). «Кабинет Ивана Ивановича Шувалова». 1779 год. ГИМ. Фигура мальчика перед камином — обманка

В России фигуры-обманки приобрели популярность в конце XVII века. Их размещали за пределами помещений в садах и ландшафтных парках во время светских приёмов. Часто фигуры дам и кавалеров имитировали танцы. Фигуры садовников были спрятаны среди кустов. Аристократы изображались приглашающими жестом пройти в винный погреб. Фигуры обычно создавались в натуральный рост. В России сохранившиеся фигуры-обманки представлены в экспозиции музея-усадьбы Кусково в Голландском доме.
Художница Татьяна Назаренко в конце XX века начала создавать подобные фигуры по мотивам криминальных событий 1990-х годов: это были изображения бандитов, нищих, священников, цыганок, функционеров. Она рассказывала, что начала́ создавать их потому, что ей из США прислали картины, отправленные туда на выставку, запакованными в фанеру чрезвычайно высокого качества, которую жалко было выбросить. Серия фигур получила название «Переход» (а более поздняя серия, также созданная в жанре «dummy boards», — «Моя Россия») и демонстрировалась не только в Третьяковской галерее и Кусково, в Университете Пейс в Нью-Йорке и Центр исполнительских искусств имени Джона Ф. Кеннеди в Вашингтоне, но и в переходах метро в городах Германии.
В 2002 году в музее-усадьбе Кусково прошла выставка «Искусство обманки», где были представлены и фигуры-обманки. Искусствовед Александр Боровский и фотограф Александр Иванишин в доме-музее Муравьевых-Апостолов на Старой Басманной в Москве продемонстрировали в 2013 году выставку фигур-обманок, созданных фотографическим методом. На экспозиции были представлены музыканты в обнимку с инструментами, хозяева, встречающие гостей, танцующие пары, застолье, азартные игроки в карты. На балконе была размещена композиция из обнимающихся влюблённых.

## Типы фигур-обманок
Хотя существует много разных вариантов фигур-обманок, искусствоведы делят их на несколько типов в соответствии с их использованием. Клайв Эдвардс в 2002 году выделял следующие типы:
- Первая группа — одиночные персонажи. Как правило, это женщины в полный рост, дети или мужчины. Платье и сопутствующие аксессуары часто указывают на их статус. У горничной может быть метла или чайник, а ребёнок может держать в руках игрушку. Богатство персонажа может быть передано его роскошной одеждой или модными аксессуарами. Использование отдельных фигур объяснялось в XVII веке голландским художником Арнольдом Хоубракеном. Он утверждал, что предназначение фигуры-обманки состояло в том, чтобы безмолвный компаньон присутствовал рядом с одиноким человеком. Хоубракен предполагал, что их следует помещать в углу комнаты или в конце вестибюля, чтобы они (так это будет представляться издали) воспринимались как обитатели жилища. Искусствоведы отмечают, что такие женские фигуры часто на первый взгляд кажутся горничными, при более же близком и внимательном рассмотрении они могут быть признаны весьма состоятельными дамами в роскошной одежде под фартуком служанки[15]. Вероятно, голландский художник Иоганнес Корнелисзон Верспронк создал около 1650 года фигуру-обманку спящего ребёнка (масло, дерево, частная коллекция). Она существует в двух разных вариантах[14]. Ко второй половине XVII века относятся две фигуры-обманки «Мальчик с палкой от деревянной лошадки[англ.] и яблоком» и «Девочка с корзиной яблок и грецких орехов» из коллекции замка Чирк в Уэльсе[20].
- Некоторые из наиболее интересных «dummy boards» создавались парами. Часто это были дети, обычно мальчик и девочка, которые иногда предстают стоящими перед жаровней[15]. Во многих случаях они были одеты в дорогие модные костюмы и воплощали восприятие ребёнка как «маленького взрослого»[21]. Есть свидетельства, что большинство фигур-обманок первоначально представляли собой пары, а многие из дошедших до нашего времени образцов являются копиями известных картин XVIII века и даже более ранних периодов[22].
- Третья группа — солдаты в мундирах. Вероятно, они использовались с целью вербовки наёмников и как мишени для стрельбы, но отдельные изображения использовались в домашних интерьерах, особенно размещёнными у камина, или для отпугивания проникших в дом воров[23]. Фигуры-обманки солдат «охраняли» Арсенал в лондонском Тауэре[23]. Упоминается, что фигура-обманка английского гренадера появилась в Филадельфии XVIII века, пугая гостей в частном доме (шла Война за независимость английских колоний)[15]. Шестнадцатилетняя американка Салли Уистер[англ.] в своём дневнике за 1777 год описала следующий инцидент: «Несколько недель назад мы привезли британского гренадера от дяди Майлса, чтобы развлечься. Он отлично выполнен, высотой в шесть футов, и имеет внушительный вид». Жертвой шалости юных проказников стал капитан армии Джорджа Вашингтона Тилли. Девочка пишет: «Они все встали и направились к двери, впереди шёл Тилли. Первым предметом, который он увидел, был британский солдат. Громкий голос произнёс: «Есть ли здесь повстанческий офицер?» Тилли бросился, как молния, к входной двери, во двор и за ограду. Болота, заборы, шипы и пахотные поля никоим образом не препятствовали его бегству. Он вскоре уже ничего не слышал. Лес эхом отзывался: «В каком направлении он бежал? Остановите его!» Мы, женщины, присоединились к общему хохоту. Представьте себе этого Тилли, снежный вечер, без шляпы, туфли на ногах… Из-за чего? Из-за раскрашенного дерева!»[24].
- Четвёртая группа — фигуры, изображающие значительно более низкую по социальному статусу группу людей. Они создавались во второй половине XVIII века для использования в общественных садах и парках, для развлечений на свежем воздухе (кроме того, в частных садах использовались ещё и фигуры животных). Из описаний видно, что и эти фигуры-обманки могли служить для увеселений в помещении[15]. Чаще всего они изображают подметающих горничных. Их обычно устанавливали в дверных проходах как пример для слуг, чтобы напомнить им о выполнении своих обязанностей[25]. Именно такие фигуры-обманки людей низкого социального статуса порождали наибольшее количество анекдотов. Клайв Эдвардс приводит пример: некий английский джентльмен в шутку разместил фигуру-обманку у двери в салон, где должен был состояться приём. Некоторые из гостей приняли её за слугу и попытались дать ей чаевые, но руки манекена остались вытянутыми по бокам, это стало поводом для всеобщего смеха[26]. Утверждали, что даже Рембрандт написал портрет своей горничной в полный рост, который был размещён перед открытым окном и таким образом был предназначен для обмана прохожих. Теоретик живописи, коллекционер и младший современник художника Роже де Пиль, который в конце концов приобрёл эту фигуру, заявил, что «конечная цель живописи — не столько обманывать разум, сколько обманывать глаз»[27].
- Ряд сохранившихся фигур-обманок представлен художниками более позднего времени в костюмах XVI века. Это также был розыгрыш, призванный обмануть, а в некоторых случаях и напугать зрителя, продемонстрировав призрака из прошлого. Различие между эпохой, к которой относился костюм, и вероятной датой изготовления самой фигуры-обманки было отмечено впервые в 1926 году историком мебели Маргарет Журден[26].
- Особую категорию составляли фигуры-обманки, закрывающие дымоходы. Использовались они с середины XVII века. Их предшественниками были тщательно подогнанные панели, которые закрывали камин в течение летних месяцев, когда огонь не разжигался. Они не только улучшали внешний вид камина, но и действовали как защита от падения из дымохода сажи и сквозняков. Эти панели-экраны, либо сделанные из деревянных панелей аналогично фигурам-обманкам, либо нарисованные на растянутых холстах, вероятно, и послужили предшественниками разнообразных фигур-обманок. В некоторых случаях в качестве изображений встречались наборы простых объектов, таких как цветы и растения, в то время как другие могли быть окрашены в соответствии с декором комнаты. На некоторых изображения представляли собой животное, ребёнка, восточную или пасторальную сцену. Примеры нередки в Америке, но в Англии подобных образцов сохранилось мало[15]. Голландско-бельгийская художница Генриетта Роннер-Книп, известная своими анималистическими работами, создала чугунную расписную фигуру-обманку кота в 1900 году. Этот кот в натуральную величину (18,5 на 30 сантиметров) до настоящего времени является собственностью семьи из Амстердама (так называемая «Six collection»), для которой он был изготовлен[14].

Во Франции панель для дымохода была известна как «devant de cheminée». Некоторые художники производили столь поражавшие воображение современников образцы таких панелей, что ими иногда украшали стены и выставляли как станковые картины. Это такие полотна, как, например, «Белая столовая ткань» Шардена и «Собака с миской» Жана-Батиста Удри (масляная живопись по холсту, 88 на 131 сантиметр, Лувр, D.V.2006.0.15.1).
В другом своём исследовании Эдвардс осуществляет классификацию фигур-обманок по-иному: портретные фигуры (в отдельных случаях удаётся идентифицировать персонажа), горничные и псевдо-горничные, дети и солдаты, все остальные представлены в значительно меньшем количестве и особые типы не представляют.

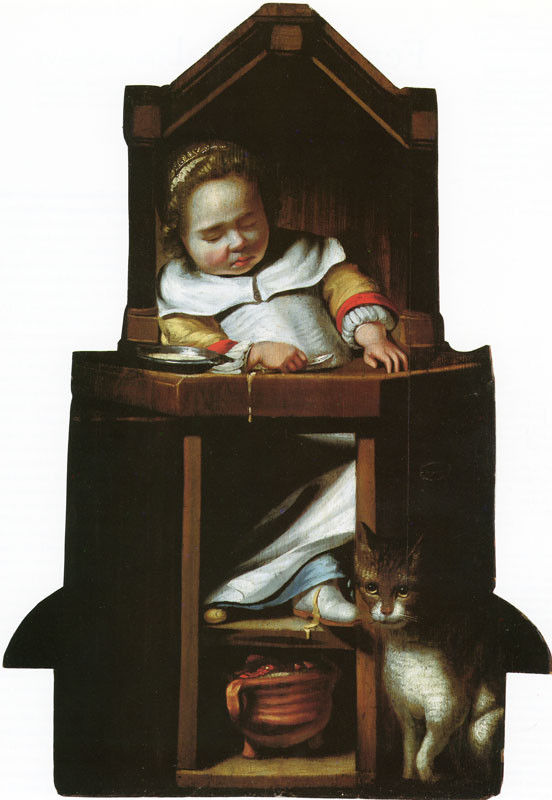
Иоганнес Корнелисзон Верспронк. Фигура-обманка спящего мальчика на высоком стуле, около 1650
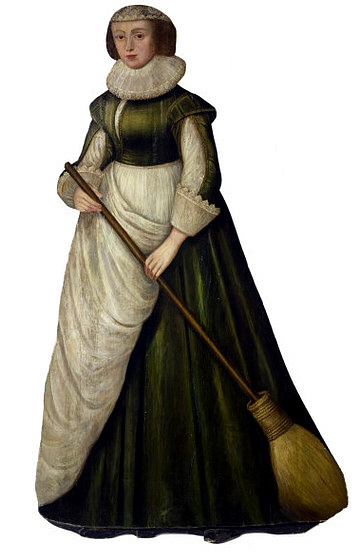
Аноним. Горничная с метлой, около 1640
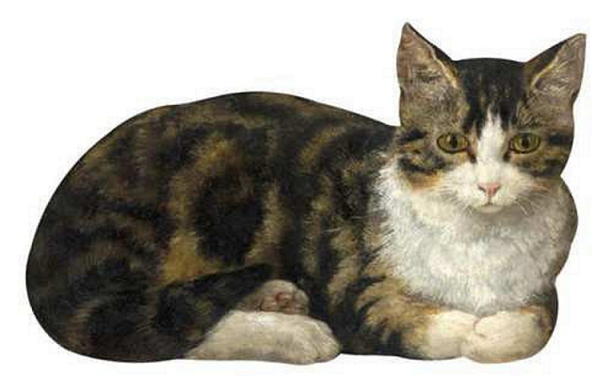
Генриетта Роннер-Книп. Чугунная фигура-обманка кота, предназначенная для закрывания дымохода, около 1900

## Техника создания фигур-обманок
Большинство фигур-обманок указывает на стандартные методы производства, хотя качество и стиль отдельных экземпляров могут значительно отличаться. Обычно они состояли из трёх компонентов: самой панели, постамента и упора. Первые деревянные панели были толщиной до полутора дюймов и редко менее трёх четвертей дюйма. Наиболее ранние, вероятно, изготавливались из цельного дуба или сосны; в более поздних случаях — из бука, красного дерева или другой древесины, часто в сочленённой форме. Эдвардс настаивает, что чем позже доска, тем тоньше древесина. Художник, по его мнению, сначала наносил рисунок на доску, затем столяр обрезал его по краю фигуры. После этого на заготовку два или три раза наносился слой кипящего льняного масла, а затем — грунтовка, в состав которой входили наряду с темперой порошкообразные свинцовые белила, смешанные с пергаментной пастой (англ. parchment paste). После этого наносился красочный слой. Затем обманка покрывалась лаком и полировалась. Сохранились письма заказчиков и авторов подобных работ. Одно из них (от 1755 года), написанное художником Джоном Кольером, творившим под псевдонимом Тим Боббин, указывает, что фигура официанта «предназначается для размещения на первой площадке лестницы; у него полотенце под мышкой, а указательный палец показывает гостю на комнату, находящуюся выше, фигура размером в человеческий рост, с туфлями, пряжками и т. д.». Однако Эдвардс считает, что большинство таких фигур производились на продажу через магазины
Известны цены на подобные фигуры обманки для начала XVIII века в Голландии. Арнольд Хоубракен пишет о себе, что получил 21 флорин за три таких фигуры. Производство считалось рентабельным. Старшие Хоубракена дети продолжали производство и продажу фигур-обманок после смерти Хоубракена.

## Изучение фигур-обманок
В 1981 году в США впервые на американском континенте состоялась выставка под названием «Молчаливые компаньоны: фигуры-обманки с XVII по XIX столетие», на которой было представлено девятнадцать фигур-обманок. В экспозицию вошли работы живописцев Великобритании, Голландии и США размером от 15-сантиметровой кошки до семифутового французского солдата, представленные музеями и частными коллекционерами США. Изданный организаторами выставки иллюстрированный каталог представил ещё несколько фигур-обманок, не вошедших в экспозицию. Точное количество подобных старинных изображений, которые сохранились до настоящего времени, неизвестно.
Между экспертами по народному искусству раннего Нового времени продолжаются оживлённые споры на тему о включении каминных экранов в категорию фигур-обманок. В качестве примера отсутствия единства по этому поводу между экспертами The New York Times приводит случай с каминным экраном, на котором изображена девочка с корзиной клубники в руках. Фигура-обманка демонстрировалась на выставке в городе Рай (Восточный Суссекс) и была продана на Sotheby Parke Bernet 22 ноября 1981 года. В процессе её изучения и оценки независимыми экспертами перед продажей на аукционе Нэнси Друкман, специалист по народному искусству в Sotheby's, определила это изображение как экран для камина. Она объяснила, что небольшой размер фигуры (28 дюймов в высоту) заставляет её и других думать, что это не фигура-обманка. Об интересе широкой публики к проблеме говорит то, что предварительная оценка (от 800 до 1200 долларов) составляла лишь одну десятую от суммы (11 000 долларов), за которую она была продана в результате торга. При этом так и не был окончательно решён вопрос о датировке объекта: границы её простираются от XIX века до 20-х годов XX века.
Специальная литература по проблеме фигур-обманок в количественном отношении невелика. Данной теме посвящены небольшие книги Клер Грэхем «Макетные доски и каминные экраны», изданная в 1988 году, а также Аморет и Кристофера Скотт «Фигурные макетные доски» 1966 года. Большую статью «Фигуры-обманки как изображения для забавы и обмана в интерьерах 1660—1800» посвятил им исследователь Клайв Эдвардс.

## Галерея: Фигуры-обманки Иоганнеса Корнелисзона Верспронка и Георга Давида Матьё в интерьерах XVIII века

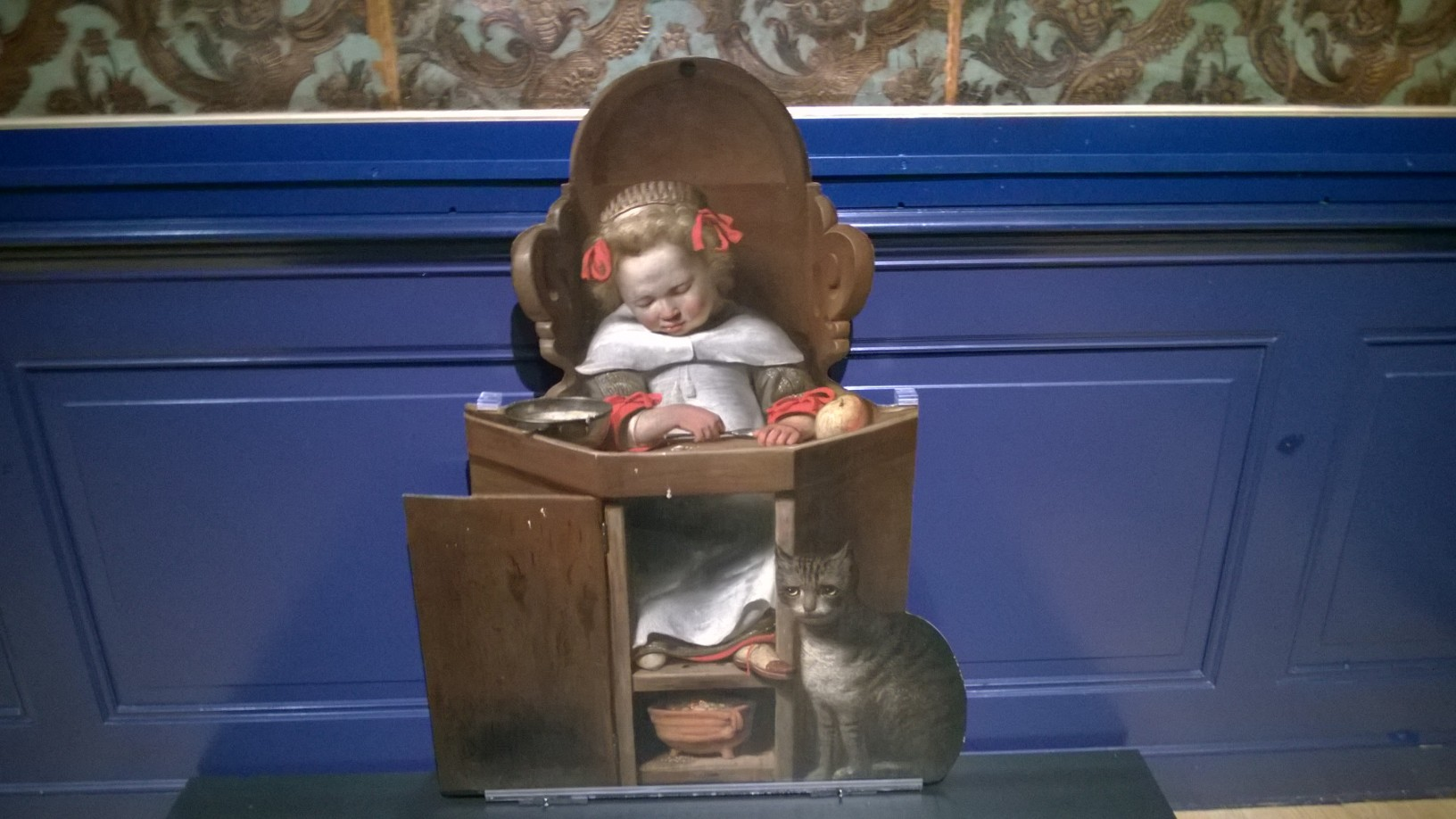
Иоганнес Корнелисзон Верспронк. Фигура-обманка спящего мальчика на высоком стуле, I половина XVII века
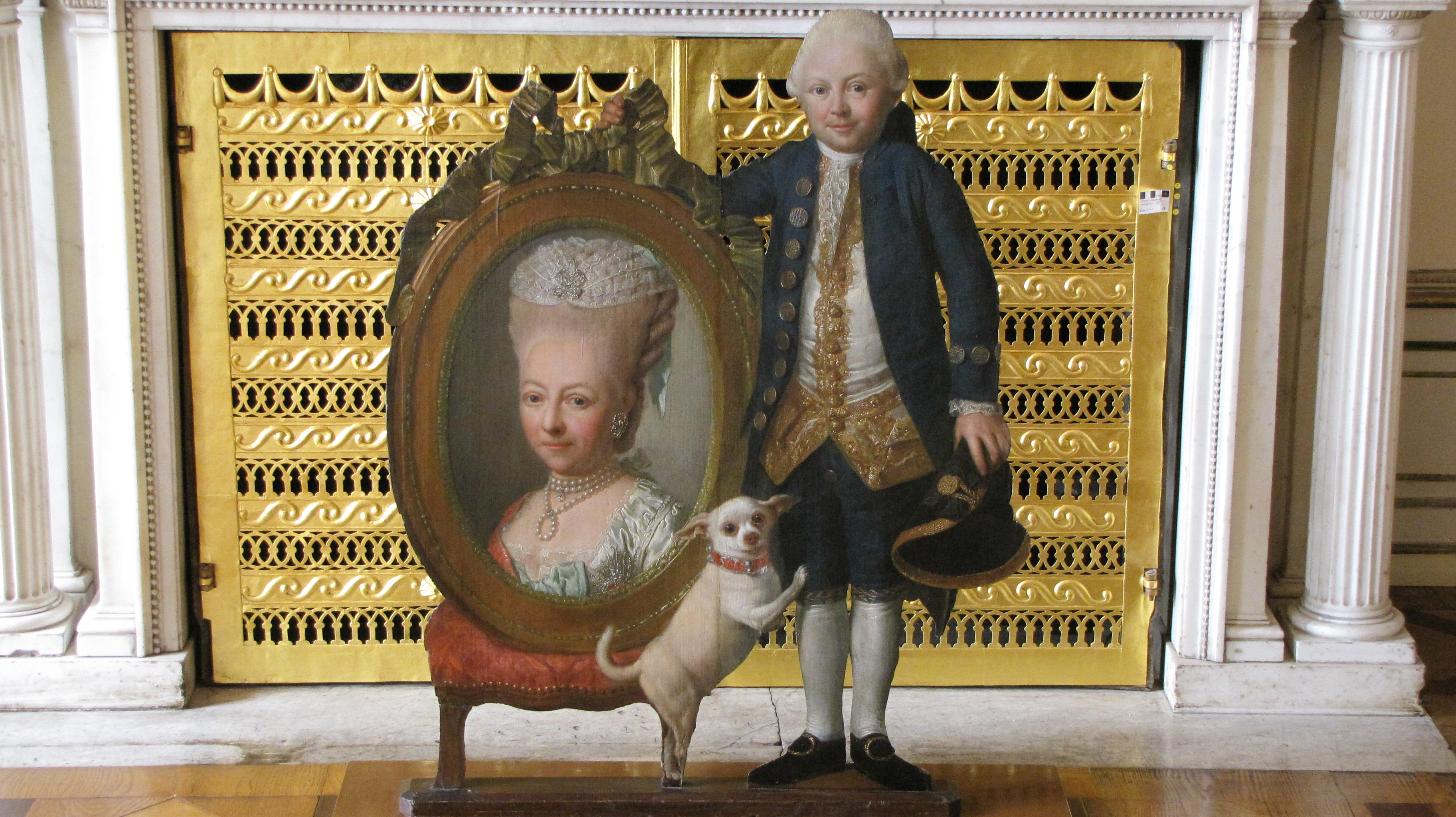
Георг Давид Матьё. Придворный карлик Хартвиг Кремер с портретом герцогини Луизы Фредерики, жены герцога Фридриха Благочестивого, II половина XVIII века
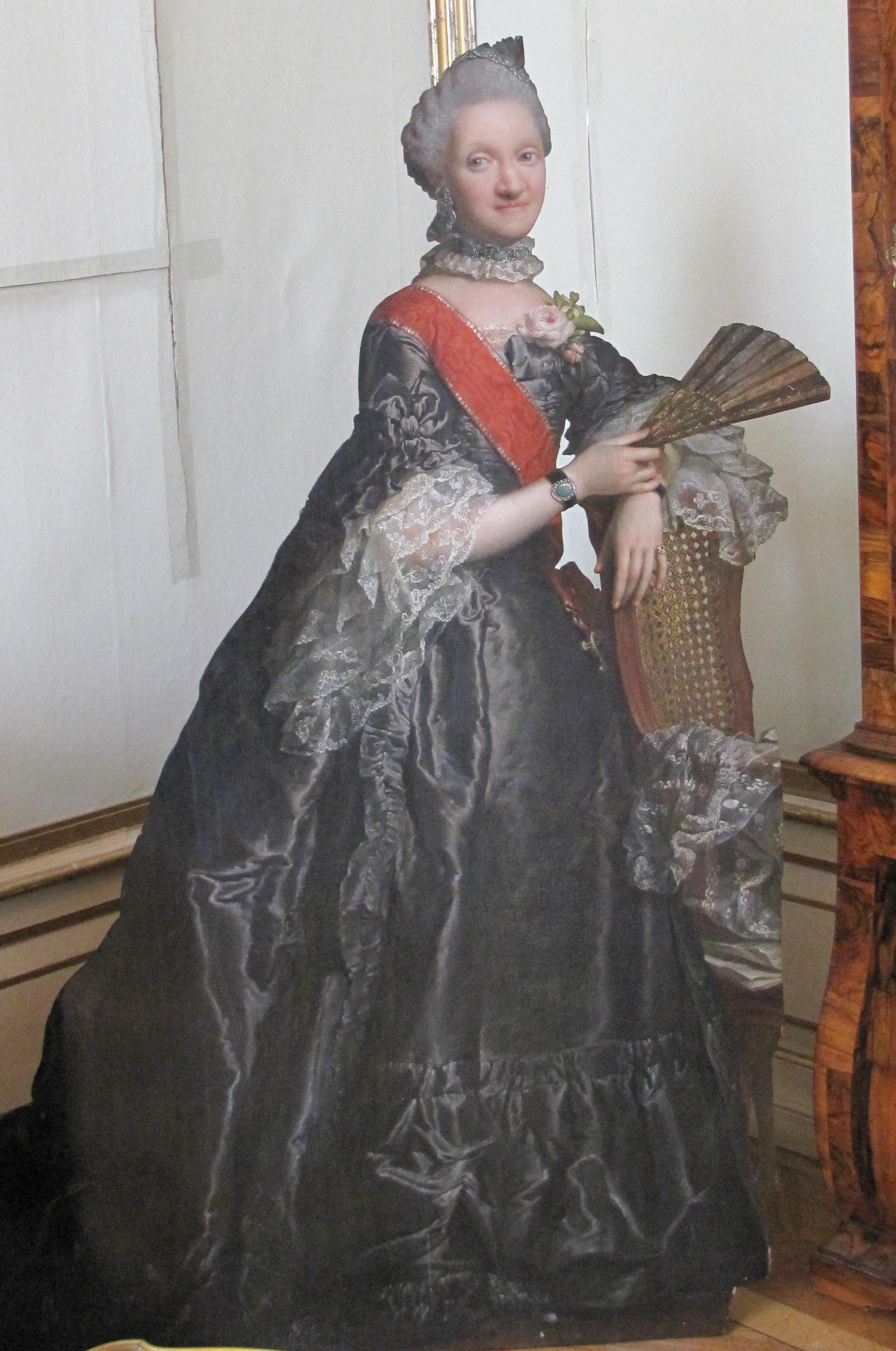
Георг Давид Матьё. Амалия, герцогиня Мекленбургская, II половина XVIII века
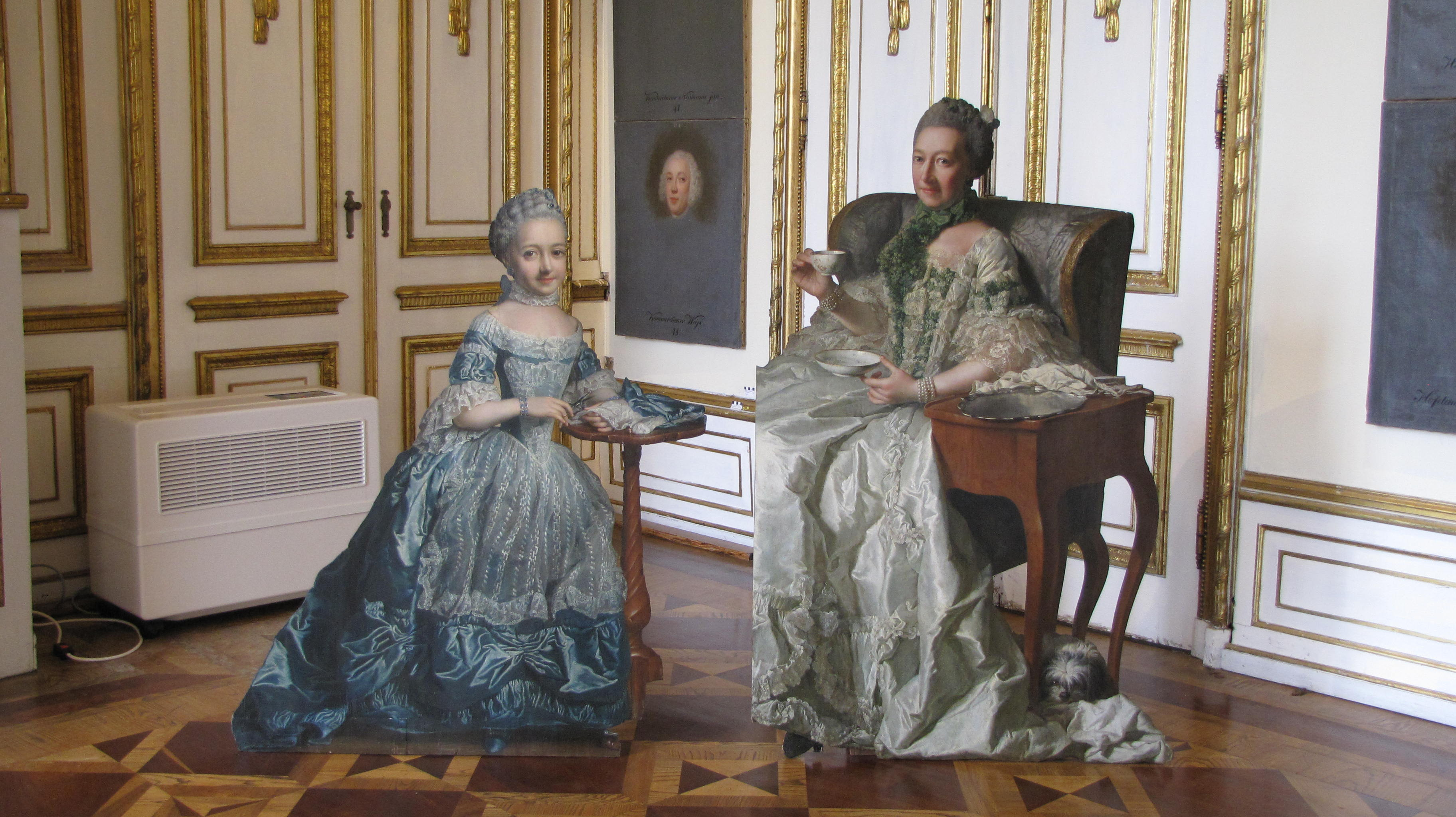
Георг Давид Матьё. Герцогиня София Фредерика и Ульрика София Мекленбургские, 1769 или 1770